# Загроза суспільству (фільм)
«Загроза суспільству» (англ. Menace II Society) — американський фільм 1993 року, режисерський дебют братів-близнюків Аллена і Альберта Г'юзів, що розповідає про тяжке життя в негритянському гетто, і відомий великою кількістю сцен з графічним насильством, нецензурної промовою (слово «fuck» вживається близько 300 разів) і наркотиками. Фільм отримав визнання критиків за режисуру Тернера, Пінкетта та Тейта, а також реалістичне зображення міського насильства та потужні основні меседжі.

## Сюжет
Головний герой фільму Кейн «Кейден» Лоусон, який тільки що закінчив школу, бореться за виживання в лос-анджелеському негритянському районі приторговуючи наркотиками. Незважаючи на отримання диплома про середню освіту, Кейна поступово засмоктує кримінальний спосіб життя його приятелів. Він стає співучасником у вбивстві, автоугоні та інших злочинах. Тим не менш, він починає усвідомлювати необхідність змінити своє життя, багато в чому завдяки зростаючому почуттю до Роні, матері-одиначці, що ростить сина від його найкращого друга і наставника Пернелла, засудженого до довічного терміну. У Кейна з'являється можливість змінити своє життя й виїхати з гетто, але він вже зробив дуже багато помилок, і це врешті-решт призводить до трагічної розв'язки.
У 1993 році фільм отримав приз як найкращий фільм року на MTV Movie Awards. Він також отримав безліч згадок в масовій культурі.
При бюджеті в 3,5 мільйона доларів касові збори склали 27,9 млн.
Більшість сцен в комедії «Не погрожуй Південному Централу, попиваючи сік у себе в кварталі», є пародією на сцени в «загрози суспільству».

## Критика
Фільм отримав загалом позитивні відгуки критиків. Оуен Глейберман з Entertainment Weekly дав позитивний відгук, заявивши: «Загроза суспільству похмуре, блискуче і нещадне». Однак фільм також отримав деякі негативні відгуки. Джефф Ендрю з Time Out заявив: «На жаль, перша особливість братів Г'юз — це компендіум кліше».

## Рекомендована література
- Muzzio T. H. et al. Menace II Society? Urban Poverty and Underclass Narratives in American Movies //European journal of American studies. — 2013. — Т. 8. — №. 8-1.

| Фільми | Це незавершена стаття про кінофільм. Ви можете допомогти проєкту, виправивши або дописавши її. |